# Cecoslovacchia ai II Giochi olimpici invernali
La Cecoslovacchia partecipò ai II Giochi olimpici invernali, svoltisi a Sankt Moritz, Svizzera, dall'11 al 19 febbraio 1928, con una delegazione di 25 atleti impegnati in cinque discipline.

## Medaglie

### Per discipline
| Sport             | Oro | Argento | Bronzo | Totale |
| ----------------- | --- | ------- | ------ | ------ |
| Salto con gli sci | 0   | 0       | 1      | 1      |
| Totale            | 0   | 0       | 1      | 1      |

### Medaglie
| Medaglia | Atleta         | Sport             | Evento |
| -------- | -------------- | ----------------- | ------ |
| Bronzo   | Rudolf Burkert | Salto con gli sci | -      |